# Индофенолы
Индофенолы являются 4'-гидроксипроизводными N-фенилхинонмоноимина, являющегося их простейшим представителем:

## Физические и химические свойства
Индофенолы представляют собой кристаллические вещества, окрашенные в синий цвет. Они растворимы в водных растворах щелочей, в минеральных кислотах и в органических растворителях. При действии кислот разрушаются с образованием гидрохинонов и п-аминофенолов. При действии мягких восстановителей (сульфид натрия, железный порошок в кислой среде, дитионит натрия) превращаются в бесцветные 4,4'-дигидроксидифениламины, которые в свою очередь способны обратимо окисляться в индофенолы. Это обстоятельство обусловливает применение индофенолов в качестве окислительно-восстановительных индикаторов. Кроме того, индофенолы способны обратимо менять цвет в зависимости от pH среды: в щелочной среде они имеют синюю окраску, в кислой — красную:
Индофенолы способны присоединять в орто-положение к центральному атому азота некоторые функциональные группы, например, -SH, -HNAr, -S2O3H. Некоторые из этих групп затем вступают в реакции внутримолекулярной циклизации, которые приводят к различным оксазиновым, тиазиновым, диазиновым и сернистым красителям.

## Получение и применение
Синтез индофенолов заключается в следующих реакциях:
- Нитрозный способ: реакция фенолов с нитрозофенолами
- Окислительный способ: совместное окисление фенолов и п-аминофенолов в кислой среде (действием дихромата калия или гипохлорита натрия):

Ввиду низкой устойчивости применение индофенолов в качестве красителей (в частности, индофенолового синего) практически прекращено.